# Linzenich (Adelsgeschlecht)

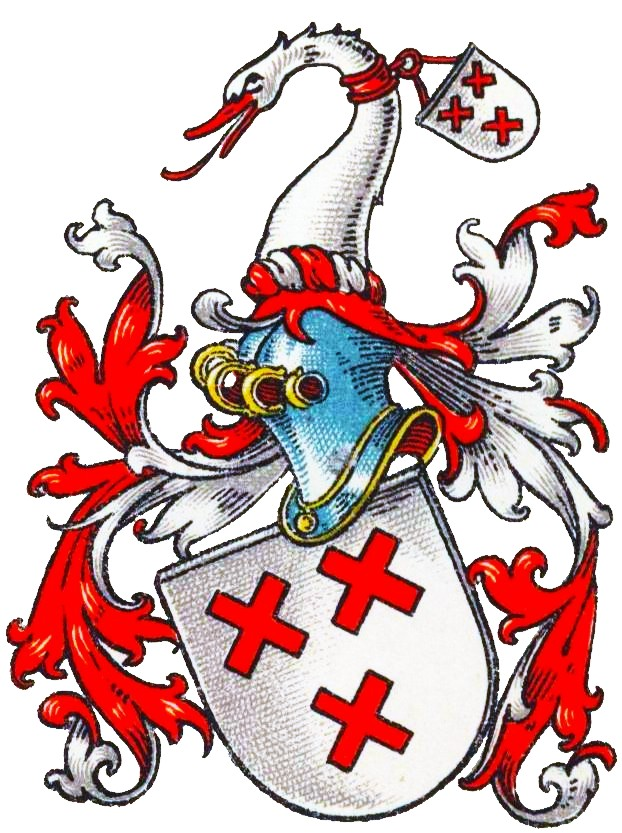
Wappen derer von Linzenich im Wappenbuch des Westfälischen Adels

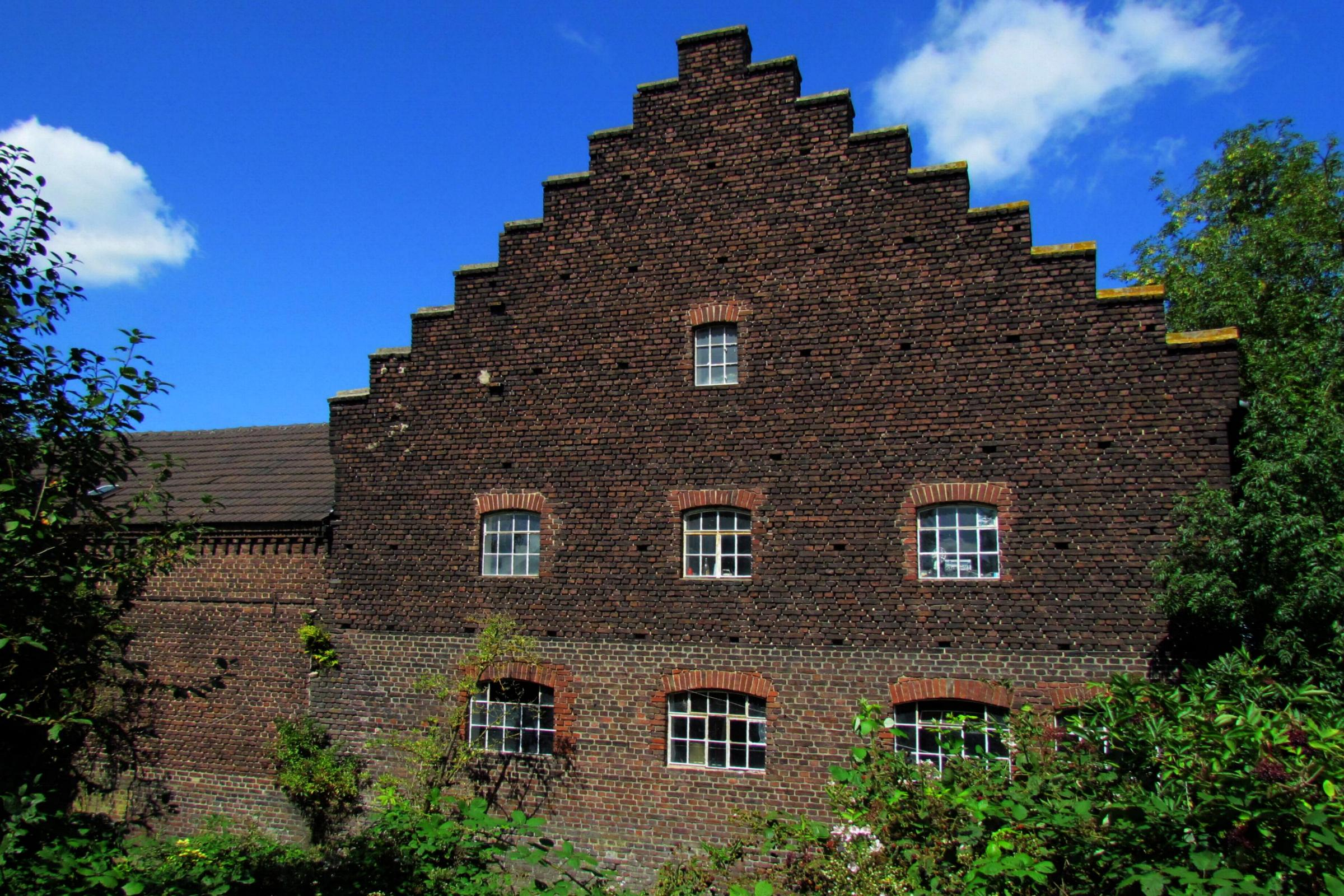
Haus Schakum, 2012

Linzenich ist der Name eines erloschenen rheinländischen Uradelsgeschlechts.

## Geschichte
Das Geschlecht stammt aus dem Jülichschen. Die Familienmitglieder waren Lehnsleute der Herzöge von Jülich. Namensgebender Stammsitz der Familie war Haus Linzenich in Bourheim, heute ein Stadtteil von Jülich, welches die Familie schon 1255 besaß. In jenem Jahr erscheint die Familie mit Ludolf (Loef) von Linzenich erstmals urkundlich.
Ferner besaß die Familie am Niederrhein Burg Niederberg (bis ca. 1450), Burg Gürzenich (urkundlich 1460–1523), Burg Bourheim (bis 1501), Burg Dürboslar (1478–1608), Burg Juntersdorf (bis 1494), Burg Konradsheim, das Beusdals Pannhaus und den Weiherhof (15. Jahrhundert) in Düren-Gürzenich, Gut Hasselhof/Hasselholz bei Aachen (1426–1472), das Soerser Haus (1427–1428) sowie Haus Schakum (1700) im heutigen Meerbusch. Laut Max von Spießen war die Familie auch im westfälischen Vettenbocholt bei Bottrop-Kirchhellen begütert.

## Persönlichkeiten
- Wilhelm von Linzenich, 1413–1458 Aachener Vogt und Meier[4]
- Ludolf von Linzenich († 1612), 1612 Meier von Burtscheid
- Wilhelm Christoph von Linzenich, Herr zu Schakum, 1654 Amtmann im Amt Linn sowie 1654–1668 Amtmann des Amts Uerdingen

## Wappen
Blasonierung: In Silber drei (2:1) rote Andreaskreuze. Auf dem rot-silbern bewulsteten Helm mit rot-silbernen Helmdecken ein silberner Schwanenhals. Derselbe trägt mit einem roten Band das Schild um den Hals.